# Рыбаков, Андрей Анатольевич
Андре́й Анато́льевич Рыбако́в (бел. Андрэй Анатольевіч Рыбакоў; р. 4 марта 1982, Могилёв) — белорусский тяжелоатлет. Заслуженный мастер спорта Республики Беларусь (2004).
Двукратный чемпион мира 2006 и 2007 годов, чемпион Европы 2006 года, серебряный призёр Олимпийских игр 2004. Выступает в весовой категории до 85 килограмм. Занимался тяжёлой атлетикой под руководством Анатолия Лобачёва.
Рыбаков установил несколько мировых рекордов в категории до 85 кг: пять в рывке, в том числе действующий — 187 кг (ЧМ, Чиангмай, 2007) и два по сумме рывка и толчка, наибольший — 394 кг (ОИ, Пекин, 2008). Рекорд по сумме превзойден иранцем Кианушем Ростами в 2016 г.